# 大穂町
大穂町（おおほまち）は、かつて茨城県筑波郡に属していた町。現在のつくば市中北部に相当する。

## 沿革
- 1889年（明治22年）4月1日 - 町村制施行に伴い、新治郡大曽根村・長高野村・佐村・篠崎村・玉取村・前野村・若森村の区域をもって大穂村が成立。
- 1896年（明治29年）3月29日 - 所属郡が筑波郡に変更。
- 1953年（昭和28年）4月1日 - 町制施行、大穂町となる。
- 1956年（昭和31年）9月30日 - 筑波郡吉沼村の一部を編入。
- 1987年（昭和62年）11月30日 - 新治郡桜村・筑波郡谷田部町・豊里町と新設合併してつくば市が発足。同日大穂町廃止。

## 地域

### 研究所
- 建築研究所[3]
- 高エネルギー物理学研究所[3]
- 国立教育会館筑波分館[3]
- 土木研究所[3]

### 神社仏閣

一ノ矢八坂神社

- 一ノ矢八坂神社

## 交通

### 道路
一般国道
- 国道408号

主要地方道
- 茨城県道19号取手筑波線
- 茨城県道24号土浦境線
- 茨城県道53号豊里千代田線
- 茨城県道55号土浦筑波線

一般県道
- 茨城県道128号土浦大曽根線
- 茨城県道133号赤浜谷田部線
- 茨城県道200号藤沢豊里線
- 茨城県道213号長高野北条線

## 出身者
- 北沢直吉[4] - 外交官、政治家、元内閣官房副長官